# Aeroprakt A-20

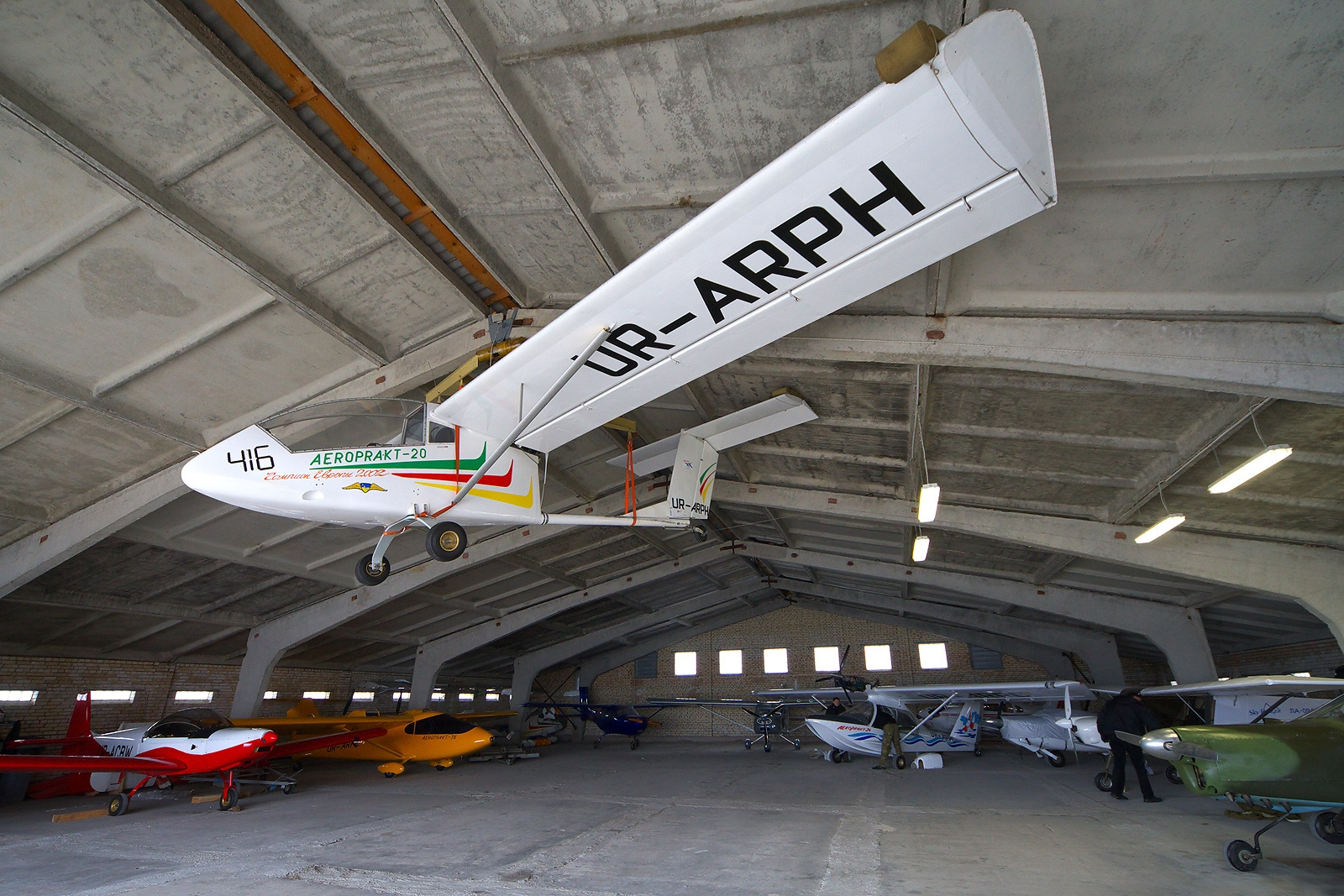
Un A-20 sur l'Aérodrome AEROPARK.

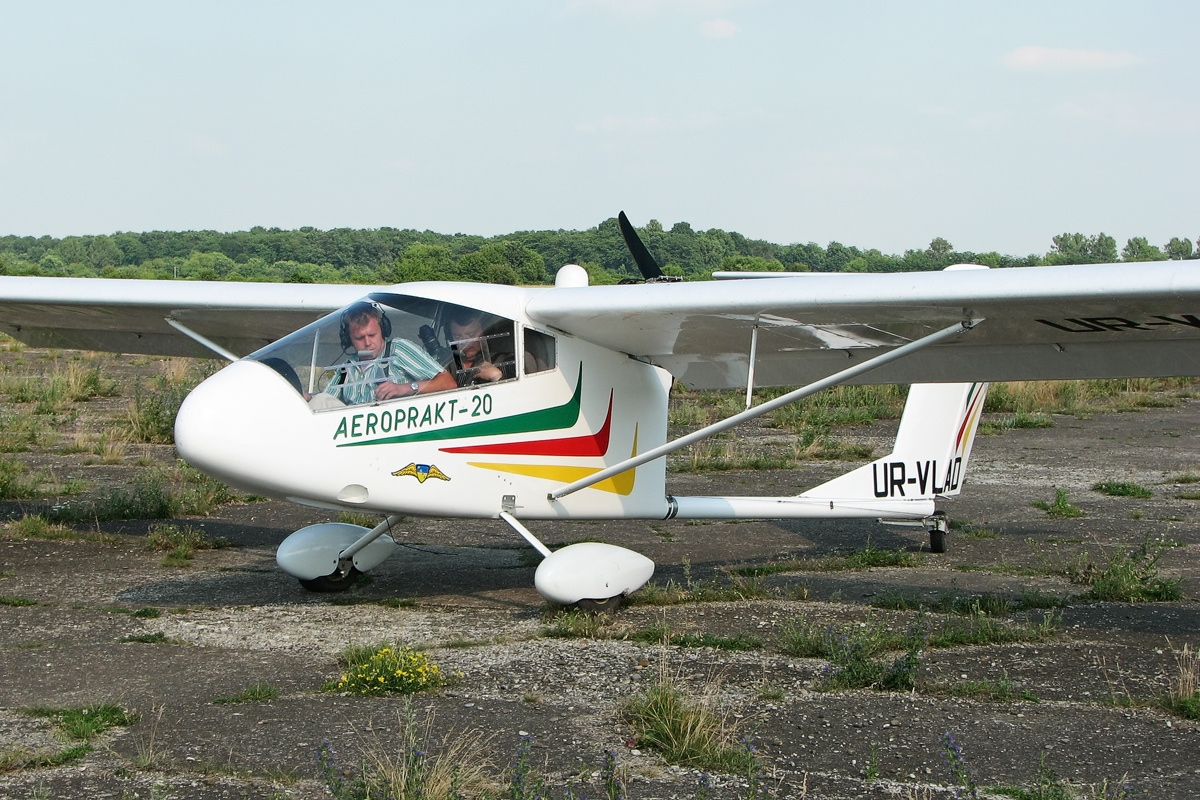
Homme dans un Aeroprakt A-20 posé au sol.

 (mai 2022).
Si vous disposez d'ouvrages ou d'articles de référence ou si vous connaissez des sites web de qualité traitant du thème abordé ici, merci de compléter l'article en donnant les références utiles à sa vérifiabilité et en les liant à la section « Notes et références ».
L'Aeroprakt A-20 Vista est un ULM en tandem produit par Aeroprakt. Il a été introduit sur le marché nord-américain au Airventure 1999.

## Développement et design
La conception de l'A-20 débuta en 1990, le premier prototype aura effectué son vol inaugural le 5 août 1991. C'est le 15 août 1993 que le premier avion de production prend son envol.
Le fuselage et le cockpit sont en fibres de verre. Les ailes (équipées de volets et d'ailerons) sont en aluminium.
Les volets peuvent abaisser la vitesse d'atterrissage à 30 mph (48 km/h).
Son moteur est un Rotax 503 à 50 chevaux (37 kW) ou, en option, un Rotax 582 à 100 chevaux (75 kW).

## Trophées
C'est un A-20 qui aura remporté le Championnat d'Europe Microlight en 2002.

## Variantes
- A-20 : la version initiale avec un moteur Rotax 503 de 50 chevaux (37 kW) ;
- A-20 Vista STOL : comme l'indique son nom, c'est un avion à décollage et atterrissage court. Il est donc équipé d'un moteur un peu plus puissant, un Rotax 582 de 64 ch (48 kW) et de flaperons à fentes standard ;
- A-20 Vista SS : la vitesse de croisière plus élevée et la taille est réduite. Même motorisation que pour le précèdent ;
- A-20 Cruiser : la taille est tout aussi réduite que le précédent mais la motorisation est plus puissante (Rotax 912 de 100 chevaux et 75 kW) et la vitesse de croisière plus élevée.
- A-20 Cruiser-S : taille un peu plus réduite et moteur identique au précédent. La vitesse de croisière est plus élevée.